# 미리미동국
미리미동국(彌離彌凍國)은 변한에 속한 삼한시대의 부족국가 중 하나이다. 위치는 경상남도의 밀양시으로 알려져 있다.